# Robert Badinter
Pour les articles homonymes, voir Badinter.
Robert Badinter (/ʁɔbɛʁ badɛ̃tɛʁ/), né le 30 mars 1928 à Paris et mort le 9 février 2024 dans la même ville, est un homme politique, juriste et essayiste français.
Professeur de droit privé et avocat au barreau de Paris, il se fait connaître du grand public pour son combat contre la peine de mort dont il soutient l'abolition devant le Parlement en 1981 alors qu'il est garde des Sceaux et ministre de la justice.
Membre du Parti socialiste et proche de François Mitterrand, il est ministre de la Justice de 1981 à 1986 puis président du Conseil constitutionnel de 1986 à 1995, sous la présidence de ce dernier. Il est ensuite sénateur des Hauts-de-Seine de 1995 à 2011.
Tout au long de son engagement politique, Robert Badinter prend position pour la réinsertion des détenus, pour une série d'évolutions du Code pénal ainsi que pour la lutte contre l'antisémitisme et l'homophobie. Il est également l'instigateur, en 1985, d'une loi portant son nom sur l'indemnisation des victimes des accidents de la route.
Il est annoncé en mars 2025 que Robert Badinter entrerait au Panthéon le 9 octobre 2025, date anniversaire de l'abolition de la peine capitale en France.

## Biographie

### Jeunesse et études
Le père de Robert Badinter, Samuel (dit Simon) Badinter, est né le 20 septembre 1895, en Moldavie, dans le Yiddishland et arrivé en France en 1919, est issu d'une famille juive de Bessarabie (raion de Telenești) de l'Empire russe. En 1920, il suit les cours de l'Institut commercial de l'université de Nancy, où il obtient le diplôme d'ingénieur commercial. Il s'établit commerçant en pelleteries en gros à Paris (société Paris-New York) et demeure cité de Trévise. Il épouse le 7 juin 1923 à Fontenay-sous-Bois, Shiffra (dite Charlotte) Rosenberg, originaire comme lui de Bessarabie. La cérémonie religieuse a lieu à la synagogue Nazareth dans le 3e arrondissement de Paris. Ses parents aiment le pays de l'affaire Dreyfus où malgré les antisémites, de grands esprits se sont levés en faveur d’un capitaine juif soupçonné de trahison. Le couple Badinter est naturalisé français en janvier 1928. Leur fils Robert naît quelques semaines plus tard dans le 16e arrondissement
De 1936 à décembre 1940, Robert Badinter est élève au lycée Janson-de-Sailly à Paris.

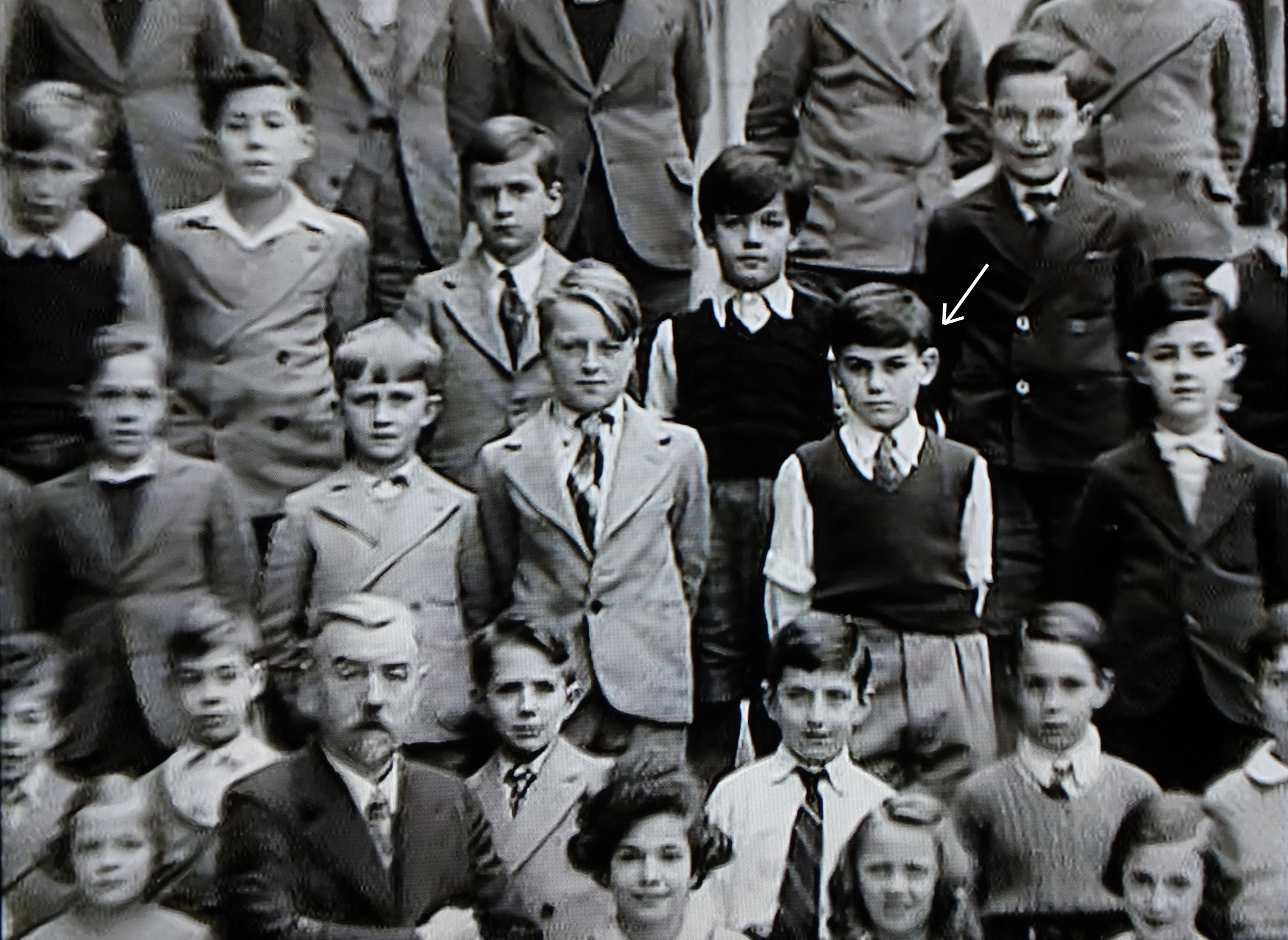
Robert Badinter (flèche) sur une photo de classe du lycée Janson-de-Sailly (vers 1938).

Sa grand-mère maternelle Idiss - à laquelle il consacrera un livre - lui parle en yiddish; elle meurt pendant l’occupation en 1942. Son père est arrêté par la Gestapo lors de la rafle de la rue Sainte-Catherine à Lyon le 9 février 1943. Robert, 14 ans, part à sa recherche et manque d'être, lui aussi, arrêté. Simon est déporté depuis le camp de Drancy par le convoi no 53 du 25 mars 1943. Il meurt peu après au centre d'extermination de Sobibór. Naphtal Rosenberg, oncle maternel de Robert, né le 9 décembre 1886 à Edineț en Moldavie, est déporté par le convoi n° 12 du 29 juillet 1942, de Drancy vers Auschwitz.Sa dernière adresse est au 15 rue Madame-de-Sévigné, dans le 4e arrondissement de Paris.
De mars 1943 à août 1944, Robert Badinter trouve refuge, avec sa mère et son frère, Claude Badinter, à Cognin en périphérie de Chambéry en Savoie, où, inscrit avec de faux papiers portant le nom de Berthet, il entre au lycée Vaugelas.
Robert Badinter effectue ses études supérieures aux facultés de lettres et de droit de l'université de Paris, où il obtient une licence de lettres et une licence de droit en 1948. Il bénéficie d'une bourse du gouvernement français pour compléter sa formation aux États-Unis et obtient, en 1949, la maîtrise en arts de l'université Columbia de New York.

### Carrière professionnelle
Revenu en France, Robert Badinter s'inscrit comme avocat au barreau de Paris en 1951 et commence sa carrière comme collaborateur d'Henry Torrès. Il obtient un doctorat en droit à la faculté de droit de Paris en 1952 avec une thèse sur « Les conflits de lois en matière de responsabilité civile dans le droit des États-Unis », sous la direction de Jean-Paulin Niboyet.
En mai 1963 à Dakar, il défend le ministre des Finances sénégalais, Valdiodio N'diaye, accusé de « tentative de coup d'État » par le président de la République Léopold Sédar Senghor, dans le cadre de la crise politique de décembre 1962.
Ayant réussi en 1965 l'agrégation de droit privé, il devient professeur et enseigne aux universités de Dijon (1966), Besançon (1968-1969) puis Amiens (1969-1974), avant d'être nommé, en 1974, à l'université Paris I, où il enseigne à l'École de droit de la Sorbonne jusqu'en 1994, date à laquelle il devient professeur émérite.
Parallèlement à sa carrière universitaire, Robert Badinter fonde en 1965 avec Jean-Denis Bredin le cabinet d'avocats Badinter, Bredin et partenaires, où il exerce jusqu'à son entrée dans le gouvernement en 1981. Il participe à la défense du baron Édouard-Jean Empain après l'enlèvement de celui-ci et exerce autant comme avocat d'affaires (Coco Chanel, Boussac, talc Morhange, Empain, l'Aga Khan, etc.) que dans le secteur du droit commun. De cet humaniste plutôt libéral aussi au sens économique, qui s'enrichit à soutenir le gotha des affaires, Jean-Denis Bredin dit de lui que s'il a lutté contre la peine de mort, « c'était pour "acheter sa part de salut". (…) Il faisait de la "compensation morale" à cause des grandes affaires pécuniaires qui enrichissaient tant le cabinet ».

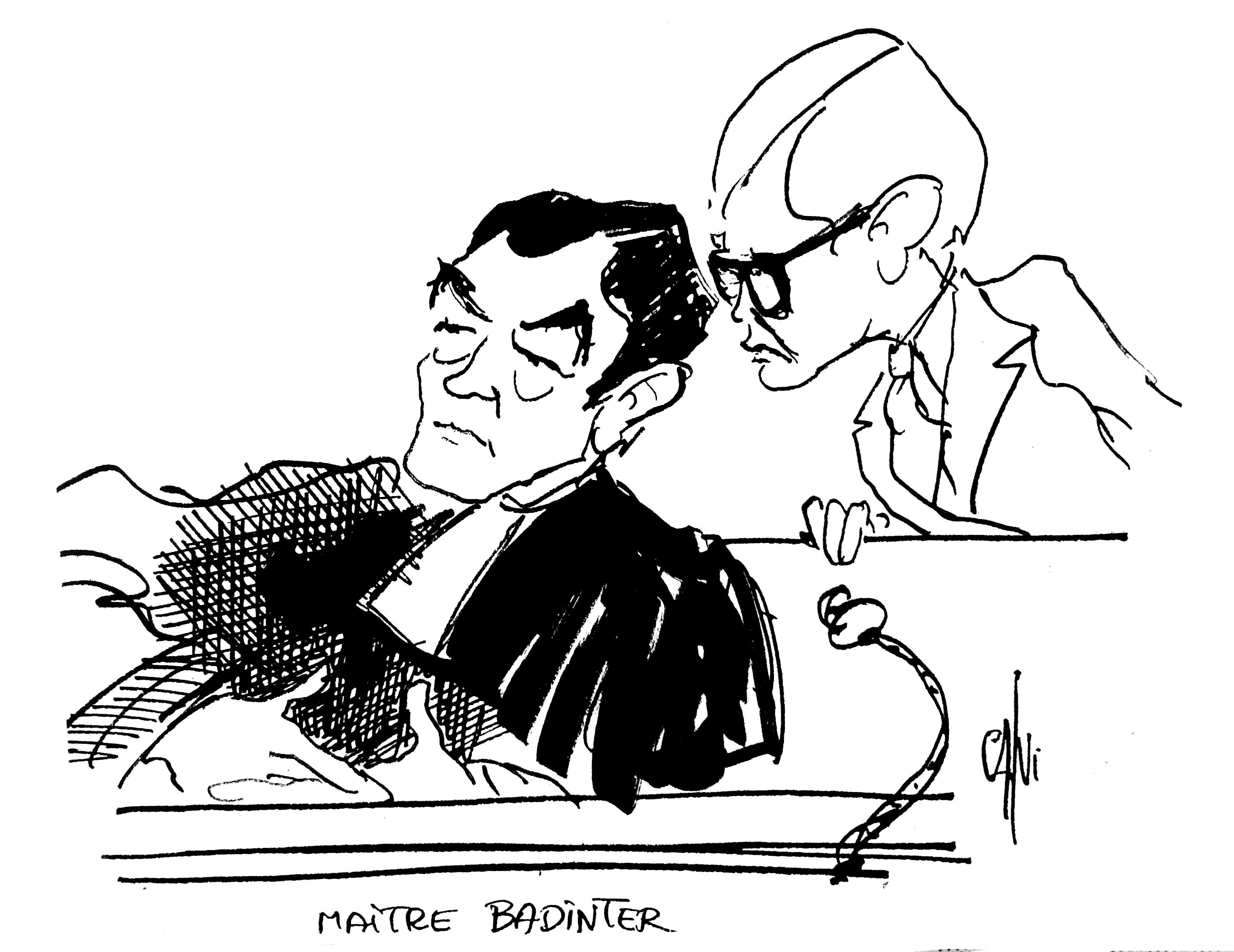
Robert Badinter et Patrick Henry lors du procès en janvier 1977 (croquis d'audience de Calvi paru dans Le Figaro).

En 1972, il est le défenseur de Roger Bontems, mais ne parvient pas à éviter la peine de mort à son client pour qui la Cour n'avait retenu que la complicité dans l'affaire du meurtre d'une infirmière et d'un gardien de la centrale de Clairvaux. Cet événement marque le début de son long combat contre la peine de mort et explique le fait qu'il accepte de co-défendre Patrick Henry, accusé d'avoir tué un garçon de sept ans en 1976. Grâce à sa plaidoirie contre la peine de mort en 1977, il sauve Patrick Henry de la peine capitale, ce dernier étant alors condamné à la réclusion criminelle à perpétuité.
Par la suite, toujours dans le cadre de sa lutte contre la peine capitale, il défendra et évitera également la mort à :
- Michel Bodin, en novembre 1977 (avec Me Nicole Pollak – fille de Me Émile Pollak – et Me Assicaud), coupable de l'assassinat d'un retraité (sans torture) le 28 novembre 1975[22] ;
- Mohamed Yahiaoui, en décembre 1978, coupable du meurtre d'un couple de boulangers le 27 décembre 1975[23] ;
- Michel Rousseau, en janvier 1979, coupable du meurtre d'une enfant de sept ans le 1er avril 1976, alors qu'il était ivre[24] ;
- Jean Portais, en février 1979, septuagénaire déjà condamné deux fois aux assises pour d'autres faits, coupable du meurtre d'une jeune femme lors du braquage d'une bijouterie, puis du meurtre d'un policier qui l'avait interpellé, crimes qui remontent à 1968-1969[25] ;
- Norbert Garceau, en mars 1980 (avec Me René Catala et Me Matthieu, bâtonnier d'Albi), coupable (récidiviste) du meurtre d'une jeune femme le 9 janvier 1978[26]. En 1953, il avait étranglé une jeune fille de quinze ans et avait été condamné à la réclusion criminelle à perpetuité[27], puis libéré en 1972[28].

Il défendra, deux mois après le procès Garceau, l'anarchiste Pierre Conty, jugé devant les assises de l'Ardèche, qui sera condamné à mort par contumace et ne sera jamais retrouvé jusqu'à la prescription de l'affaire le 22 mai 2000.
En 1973, il publie chez Grasset son récit L'Exécution.
En 1974, il défend sans succès Jimmy Connors contre la Fédération française de tennis et son président Philippe Chatrier qui lui avait interdit de jouer le tournoi de Roland-Garros parce que sous contrat avec la World Team Tennis. Connors gagna cette année-là les trois autres tournois du Grand Chelem de tennis, il ne réussit ensuite jamais le Grand Chelem.
Il défend également la milliardaire Marie Christine von Opel (de), condamnée le 18 juin 1980 par la chambre correctionnelle de cour d'appel d'Aix-en-Provence à cinq années d'emprisonnement pour une affaire de stupéfiants et libérée le 13 août 1981 avec vingt autres femmes détenues, par une grâce du président de la République François Mitterrand proposée par Robert Badinter, devenu entre-temps ministre de la Justice.
En octobre 1979, il défend le directeur de la société Givaudan, Hubert Flahaut, dans l'affaire du talc Morhange, qui avait provoqué la mort de nombreux nourrissons sept ans auparavant. Il déclare alors à ce propos : « Ce n'est pas une société qui est jugée, mais un homme, je me sens un devoir de défendre cet homme ». En 1980, tous les condamnés sont amnistiés.
Son dernier procès avant de devenir ministre de la Justice est celui contre le négationniste Robert Faurisson, qu'il fait condamner en 1981 pour avoir « manqué aux obligations de prudence, de circonspection objective et de neutralité intellectuelle qui s'imposent au chercheur qu'il veut être » et avoir « volontairement tronqué certains témoignages ». Et cela avant la loi Gayssot, qui date de juillet 1990 et qui qualifie de délit le fait de contester l'existence d'un crime contre l'humanité jugé par le Tribunal militaire international de Nuremberg.
De 1986 à 1991, il anime avec Michelle Perrot un séminaire sur la prison sous la Troisième république à l'École des hautes études en sciences sociales. La Prison républicaine (1871-1914) qu'il publie en 1992 vient conclure ce cycle de travail.

### Parcours politique
Admirateur de Pierre Mendès France – point commun avec son ami et rival Georges Kiejman, autre avocat célèbre au parcours assez similaire –, il est proche du Parti socialiste. Badinter est entré en politique par le biais de la Convention des institutions républicaines, fédération de petits partis et de clubs de gauche dont la figure de proue se nomme François Mitterrand. Quand celui-ci, en 1971, s'impose à la tête du PS lors du congrès d'Épinay, Badinter l'accompagne.
En 1967, il est candidat FGDS aux élections législatives dans la première circonscription de Paris. Il obtient 16,36 % des suffrages exprimés au premier tour, et se retire pour le deuxième tour qui voit l'élection du candidat gaulliste Pierre-Charles Krieg. Puis il brigue vainement l'investiture du PS pour se présenter aux législatives de 1973 à Dreux, mais s'incline face à Maurice Legendre.
En 1981, la carrière politique de Robert Badinter prend de l'ampleur au niveau national lorsqu'il est nommé ministre de la Justice. En mai 1981, à la suite de l'élection de François Mitterrand à la présidence de la République, Maurice Faure est nommé garde des Sceaux, ministre de la justice dans le premier gouvernement Pierre Mauroy. Le 23 juin 1981, à l’issue des élections législatives, il renonce au gouvernement et s’installe à la présidence de la commission des affaires étrangères. Robert Badinter est alors nommé garde des Sceaux, ministre de la Justice dans le deuxième gouvernement Pierre Mauroy. Il conserve son poste dans le troisième gouvernement Pierre Mauroy le 22 mars 1983, puis le 17 juillet 1984 à la nomination de Laurent Fabius comme Premier ministre.
En tant que ministre de la Justice, Robert Badinter présente à l'Assemblée nationale, le 17 septembre 1981 — au nom du gouvernement —, le projet de loi abolissant la peine de mort,. La loi est promulguée le 9 octobre 1981.
Il porte également des projets de lois, issus des 110 propositions du candidat Mitterrand comme :
- la suppression des juridictions d'exception comme la Cour de sûreté de l'État et les tribunaux des Forces Armées en temps de paix ;
- permettre à tout justiciable de porter un recours devant la Commission et la Cour européenne des droits de l'homme[39] ;
- le renforcement des libertés individuelles par la suppression de la disposition légale pénalisant les relations homosexuelles avec un mineur pour des âges où les relations hétérosexuelles étaient légales, etc. ;
- l'amélioration du droit des victimes, notamment à travers la loi du 5 juillet 1985 : création d'un régime spécial d'indemnisation des victimes d'accidents de la circulation ;
- le développement des peines non privatives de libertés par l'instauration des jours-amende et des travaux d'intérêt général (TIG) pour les délits mineurs.

Il relance en 1985 la révision du Code pénal, instituée par le président de la République Valéry Giscard d'Estaing en 1974 et qui avait cessé de fonctionner après l'élection de François Mitterrand en 1981[réf. nécessaire].
Le 19 février 1986, le président de la République François Mitterrand nomme Robert Badinter président du Conseil constitutionnel. Celui-ci quitte son poste de ministre de la Justice et prend ses fonctions au Conseil constitutionnel après avoir prêté serment le 4 mars 1986. Il fait du Conseil constitutionnel un « bloc » rigide face aux majorités de droite, notamment contre les lois Pasqua-Debré, Charles Pasqua mettant alors en cause son impartialité lorsque le Conseil annule huit articles de sa loi sur l'immigration,.
François Mitterrand hésite à le nommer Premier ministre en 1991, optant finalement pour Édith Cresson après avoir également pensé à Roland Dumas.
Le 4 mars 1995, il quitte la présidence du Conseil constitutionnel ; Roland Dumas lui succède. Lors du renouvellement du Sénat du 24 septembre 1995, Badinter est investi par le parti socialiste, face à la sortante Françoise Seligmann et devient l'unique sénateur PS des Hauts-de-Seine. Il est réélu en septembre 2004.
Au niveau international, il préside la Commission d'arbitrage pour la paix en Yougoslavie (communément appelée « Commission Badinter ») qui est créée le 27 août 1991 par la Communauté européenne. Avec quatre autres présidents de cours constitutionnelles européennes, la commission Badinter rend, de novembre 1991 à janvier 1993, quinze avis sur les problèmes juridiques qu'entraîne la sécession de plusieurs États de l'ancienne Yougoslavie. Ces avis ont notamment permis de préciser certains points comme l'existence et la reconnaissance des États, les règles de succession et de respect des traités internationaux par ces derniers et la définition des frontières.
En 1991, il participe à l'élaboration de la Constitution de la Roumanie.
À partir de 1995, Robert Badinter est président de la Cour européenne de conciliation et d'arbitrage de l'Organisation pour la sécurité et la coopération en Europe.
Il est membre du conseil d'administration de l'Institut français des relations internationales (IFRI).
Plusieurs promotions portent son nom.

### Activités après 2011
À l'expiration de son mandat de sénateur, Robert Badinter profite de son temps libre pour donner naissance à « un projet conçu depuis longtemps ». En effet, assisté de deux autres professeurs de droit, il crée un cabinet de consultations juridiques nommé Corpus consultants, destiné à répondre à des questions précises que des juristes uniquement leur soumettent. Ce cabinet associe des professeurs agrégés de droit reconnus dans leur domaine[réf. nécessaire].
En 2013, il écrit le livret de l'opéra Claude, inspiré du roman Claude Gueux de Victor Hugo,.
En juin 2015, il publie Le Travail et la Loi avec le juriste Antoine Lyon-Caen, un ouvrage qui plaide pour réformer le Code du travail.
En novembre 2015, le Premier ministre Manuel Valls lui confie pour mission de fixer en deux mois les grands principes de ce nouveau « Code du travail », qui devait entrer en vigueur en 2018.
Le 6 mars 2014, à la suite du décès de Maurice Faure, Robert Badinter devient le doyen des ministres de la Justice.
Le 9 octobre 2021, les 40 ans de l'abolition de la peine de mort sont célébrés avec un discours de Robert Badinter ainsi que du président Emmanuel Macron au Panthéon.

### Mort et hommages

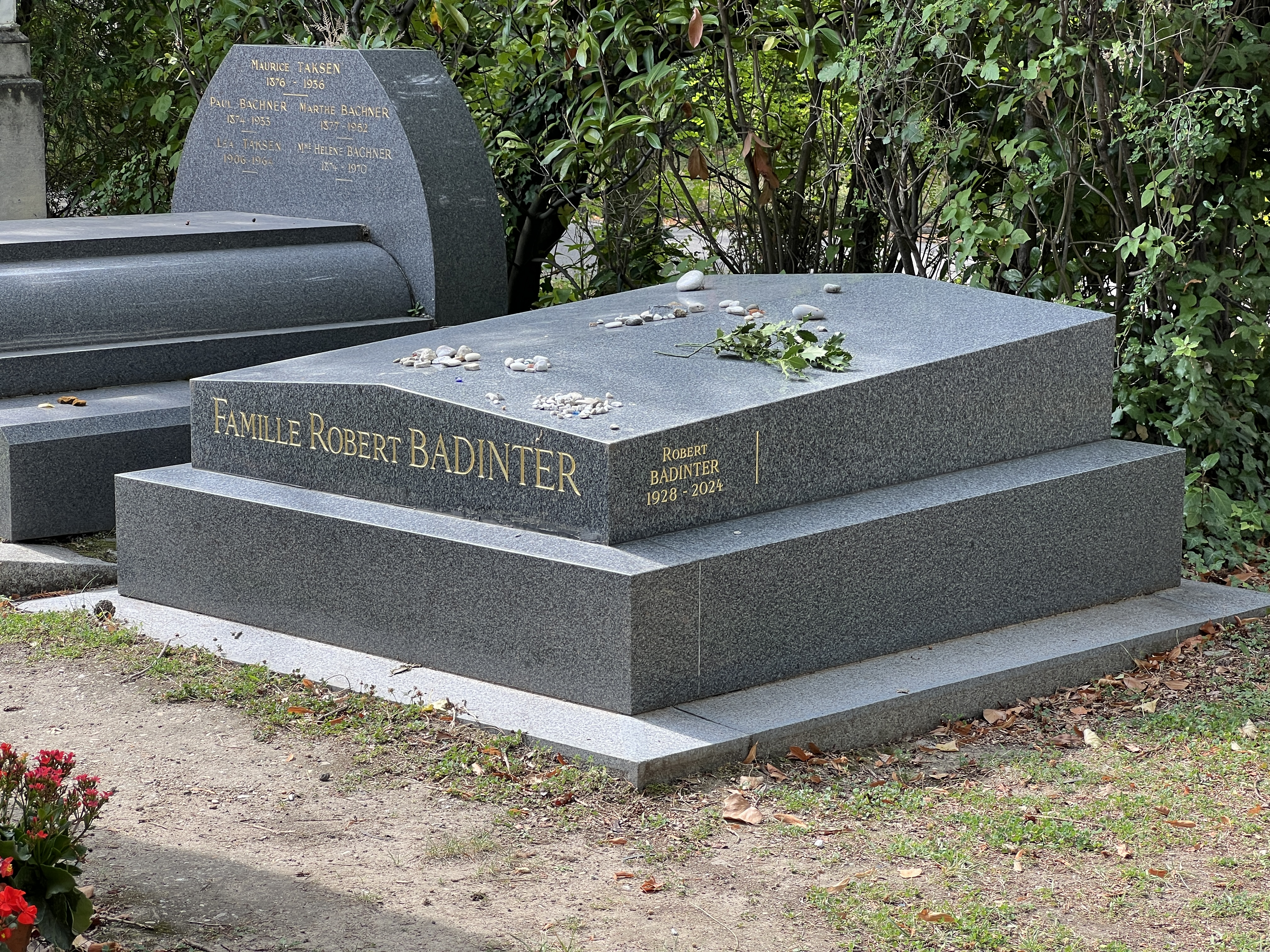
Tombe dans la division 3 du cimetière parisien de Bagneux.

Robert Badinter meurt dans la nuit du 8 au 9 février 2024 dans le 6e arrondissement de Paris à l'âge de 95 ans,.
Le 14 février 2024, un hommage national lui est rendu place Vendôme, à Paris, lieu où se situe le ministère de la Justice,.
La veille de l'hommage national, une source du palais de l'Élysée annonce à l'Agence France-Presse (AFP) qu'Élisabeth Badinter, la veuve de Robert Badinter, ne souhaite pas la présence d’élus du Rassemblement national (RN) et de La France insoumise (LFI),. À la suite de cette annonce, Marine Le Pen indique que « le RN ne sera pas présent, la famille ne le souhaite pas. On respectera cette volonté ». À l'inverse, Jean-Luc Mélenchon réagit en disant : « Un hommage national est un hommage national. Nous y sommes invités, et nous y serons représentés »,.
Après une cérémonie privée dans les Hauts-de-Seine où il fut sénateur de 1995 à 2011, Robert Badinter est inhumé dans le carré juif du cimetière parisien de Bagneux,, où repose depuis 1996 son beau-père Marcel Bleustein-Blanchet et sa grand-mère maternelle, Idiss.

### Panthéonisation
Lors de l’hommage national, le président de la République, Emmanuel Macron, indique que le nom de Robert Badinter « devra s’inscrire aux côtés de ceux qui ont tant fait pour le progrès humain, pour la France et vous attendent : au Panthéon »,. La date de la cérémonie est fixée au 9 octobre 2025, coïncidant avec le 44ᵉ anniversaire de l'abolition de la peine de mort en France, une réforme portée par Robert Badinter en 1981. Ses restes ne seront pas transférés dans la nécropole républicaine et un cénotaphe sera érigé en sa mémoire.

### Vie privée
Robert Badinter a été marié de 1957 à 1965 à Anne Vernon. En 1966, il épouse en secondes noces Élisabeth Bleustein-Blanchet, fille de Marcel Bleustein-Blanchet, fondateur de Publicis, et de Sophie Vaillant, petite-fille du député socialiste et communard Édouard Vaillant. Ils ont ensemble trois enfants,, : Judith, Simon et Benjamin.

## Actions politiques

### Abolition de la peine de mort

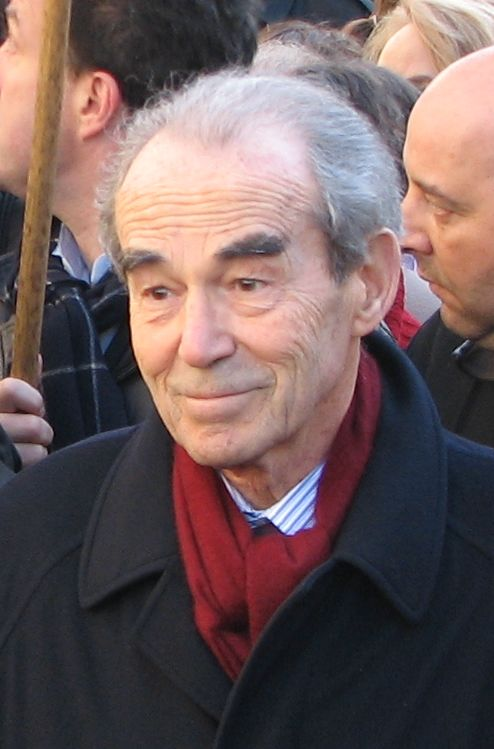
Robert Badinter en 2007.

Son combat pour l'abolition de la peine de mort commence véritablement après l'exécution de Roger Bontems, le 28 novembre 1972. Bontems avait été le complice de Claude Buffet dans la prise d'otage d'un surveillant et d'une infirmière à la centrale de Clairvaux. Durant l'assaut, Buffet égorgea le surveillant et l'infirmière. Il avait été établi durant le procès que l'auteur des deux meurtres était Buffet. Mais les jurés décidèrent de condamner l'un et l'autre à la peine de mort sur la base de la corréité. Cette condamnation — le fait qu'une personne qui n'avait pas tué puisse être tuée par la justice — révolta Robert Badinter car elle allait au-delà même de l'antique loi du talion. Déjà partisan de l'abolition (par exemple dans les années 1960 lors de sa participation à l'émission de Pierre Desgraupes et Pierre Dumayet, Lectures pour tous, où il réprouve avec véhémence la peine capitale), c'est à partir de cette exécution qu'il devint un partisan déterminé de l'abolition de la peine de mort.
C'est principalement pour cette raison qu'il accepte de défendre Patrick Henry. Durant le mois de janvier 1976, le petit Philippe Bertrand, âgé de huit ans, est enlevé. Quelques jours plus tard, Patrick Henry est interpellé par la police. Il désigne lui-même le dessous de son lit, où se trouve le corps de Philippe, enveloppé dans une couverture. Ce qui révolte le plus l'opinion publique française est le comportement de Henry durant l'enquête, avant son interpellation définitive. Quelques jours après l'enlèvement de l'enfant, les policiers suspectent déjà Henry mais, faute de preuve, doivent le relâcher. Le criminel s'exhibe ensuite devant les caméras pour dire à qui veut l'entendre que les kidnappeurs et les tueurs d'enfants méritent la mort. Aux côtés de Robert Bocquillon, Badinter assure la défense de Henry. En accord avec Bocquillon dont la plaidoirie devait se concentrer sur la personnalité de Henry, Robert Badinter plaide en forme de réquisitoire contre la peine de mort. Il explique dans L'Abolition que sa stratégie est de mettre les jurés face à leur responsabilité en replaçant leur choix de mort ou non au centre des débats, puisque la culpabilité est de son côté évidente. Il s'appuie notamment sur une formule marquante qu'une lettre de Buffet au président Georges Pompidou lui avait inspiré : « Guillotiner ce n'est rien d'autre que prendre un homme et le couper, vivant, en deux morceaux ». Henry échappe à la peine capitale et est condamné à la réclusion criminelle à perpétuité.
Après un tel verdict, on aurait pu croire qu'aucun tribunal français ne prononcerait plus de condamnation à mort. Ce ne fut pas le cas. Néanmoins l'affaire permit de lancer un vrai débat, et le visage de Robert Badinter devint celui des partisans résolus de l'abolition de la peine de mort. Entre l'affaire Patrick Henry, condamné en 1977, et l'abolition de la peine de mort en 1981, deux personnes furent exécutées, (Jérôme Carrein et Hamida Djandoubi). Cinq accusés, défendus par Robert Badinter entre 1977 et 1980, échappèrent à la guillotine[réf. nécessaire].
Badinter participa activement aux deux campagnes présidentielles de François Mitterrand (celles de 1974 et 1981). Cette fidélité lui ouvrit les portes de l'hôtel de Bourvallais en tant que garde des Sceaux, ministre de la Justice du gouvernement de Pierre Mauroy. L'une de ses premières actions législatives a été d'avoir eu « l'honneur, au nom du gouvernement de la République, de demander à l'Assemblée nationale l'abolition de la peine de mort en France » en présentant et défendant le projet de loi visant à abolir la peine de mort en France. Ce projet de loi fut adopté par l'Assemblée nationale, le 18 septembre 1981 (par la majorité de gauche, mais aussi certaines voix de droite dont celles de Jacques Chirac et de Philippe Séguin), puis par le Sénat le 30 septembre 1981, et devint la loi no 81-908 du 9 octobre 1981, promulguée le lendemain.

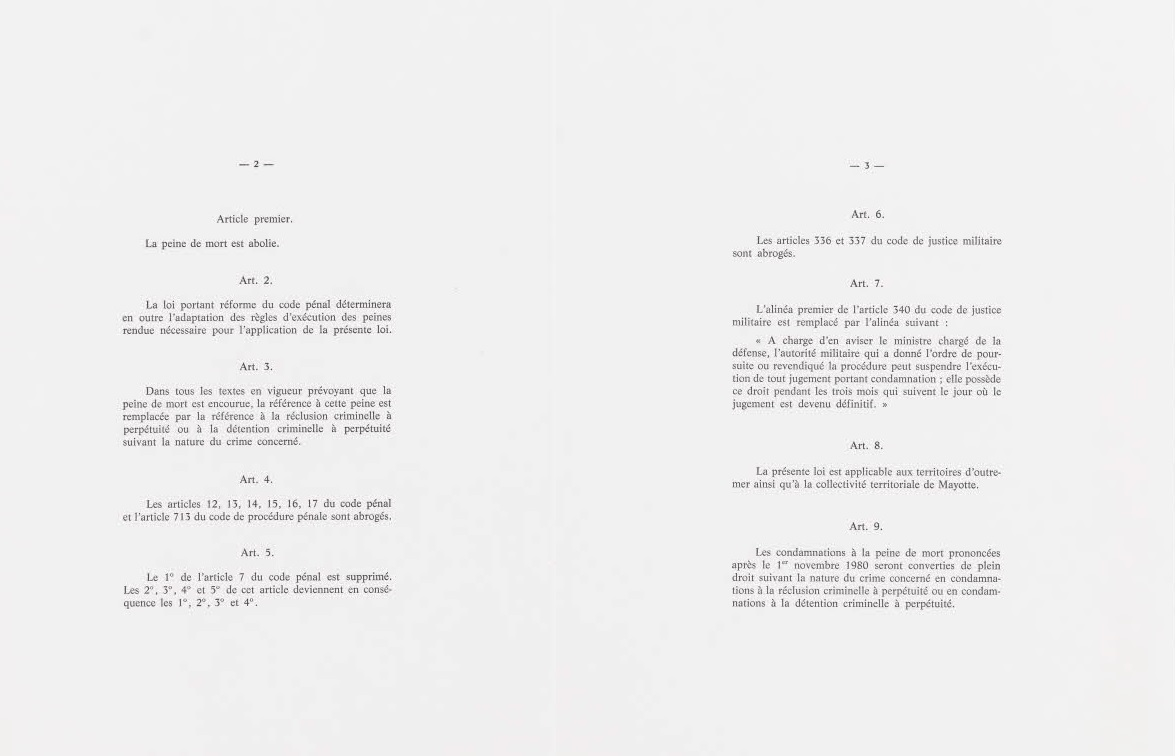
Loi du 9 octobre 1981 proclamant l'abolition de la peine de mort. Archives nationales 19940194/4.
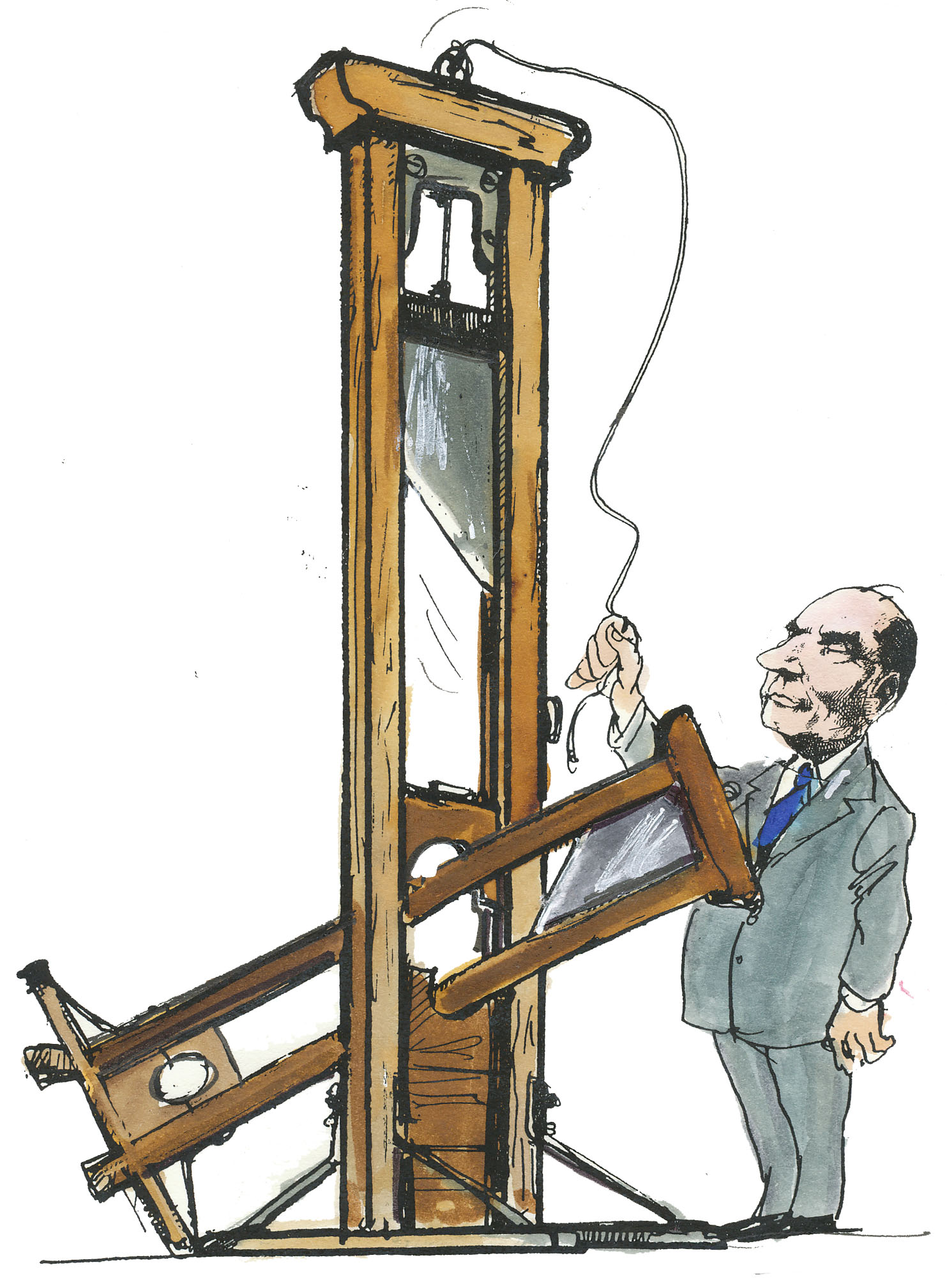
François Mitterrand guillotinant la guillotine en 1981 (dessin de Calvi).

Bien que la peine de mort n'existe plus en France et dans la grande majorité des pays de l'Europe, de nombreux pays continuent de l'appliquer (notamment la Chine, l'Arabie saoudite ou les États-Unis). C'est pour cette raison que Robert Badinter continue son combat. Il a été notamment l'un des animateurs du premier Congrès mondial contre la peine de mort qui s'est déroulé à Strasbourg du 21 au 23 juin 2001.
Le 31 décembre 2006, au lendemain de l'exécution de l'ancien dictateur irakien, Saddam Hussein, Robert Badinter estime que cet acte constitue « une faute politique majeure ». D'abord, au regard de la justice pour l'ensemble des crimes pour lesquels l'ancien dictateur ne fut pas jugé. Ensuite, au regard de l'avenir déjà assombri de l'Irak, il considère que cette exécution risque d'aggraver la dislocation du pays. Il rejette ainsi la notion « d'étape importante pour la démocratie » que constituerait la mort de Saddam Hussein pour l'administration Bush.
Il soutient, le 7 février 2007, devant le Sénat, le projet de loi constitutionnelle visant à inscrire l'abolition de la peine de mort au sein de la Constitution, permettant ainsi à la France de ratifier deux traités rendant impossible le rétablissement de la peine de mort en France par une simple loi.
Un téléfilm, L'Abolition, sur son combat contre la peine de mort fondé sur ses deux livres (L'Exécution et L'Abolition) est diffusé en deux parties sur France 2 en janvier 2009 et février 2009, avec Charles Berling dans le rôle de Robert Badinter.

### Droits des homosexuels
La dépénalisation des relations homosexuelles avec les mineurs de plus de quinze ans est une promesse de François Mitterrand lors de la campagne pour l'élection présidentielle de 1981.
Le 20 décembre 1981, aux côtés de Gisèle Halimi, rapporteuse de la proposition de loi, Robert Badinter marque la communauté homosexuelle avec son discours devant l'Assemblée nationale,.
Après six mois de débats, l'Assemblée nationale vote le 27 juillet 1982 la loi du 4 août 1982 qui abroge l'alinéa2 de l'article 331 du code pénal. Créé sous le régime de Vichy et maintenu par le gouvernement provisoire de la République française par l’ordonnance du 8 février 1945, cet alinéa a établi une distinction discriminatoire dans l'âge de la majorité sexuelle, défini à 21 ans pour les rapports homosexuels, âge ramené à dix-huit ans en 1974, alors que pour les rapports hétérosexuels, la majorité sexuelle était de treize ans puis de quinze ans. Durant les années où il est ministre de la Justice, plusieurs autres lois discriminatoires en fonction des mœurs des personnes seront également abrogées.
Au-delà de son action en France, l'ancien garde des Sceaux a pris position pour une « dépénalisation universelle de l'homosexualité ».

### Convention européenne des droits de l'homme
Avec la ratification de l'article 25 de la Convention européenne des droits de l'homme, article accordant le droit de requête individuel des particuliers à l'encontre de la France, le 2 octobre 1981, la France devient partie intégrante de la Convention.

## Prises de position

### Lutte contre l'antisémitisme
Profondément marqué par les assassinats des membres déportés de sa proche famille, Robert Badinter place la lutte contre l'antisémitisme au coeur de ses préoccupations durant toute sa vie publique,. En 1997, il fait paraître un ouvrage analysant l'installation de l'antisémitisme « érigé en règle ordinaire » dans la société française durant l'Occupation et les difficultés rencontrées par les avocats juifs exclus du barreau par le régime de Vichy. Quatre mois avant sa mort, après le 7 octobre 2023, il déclare « n'avoir jamais cru à la disparition de l'antisémitisme », estimant que les formes prises par les résurgences de l'antisémitisme au début du XXIe siècle sont essentiellemet des variantes de l'islamisme politique,.

### Tibet et le dalaï-lama

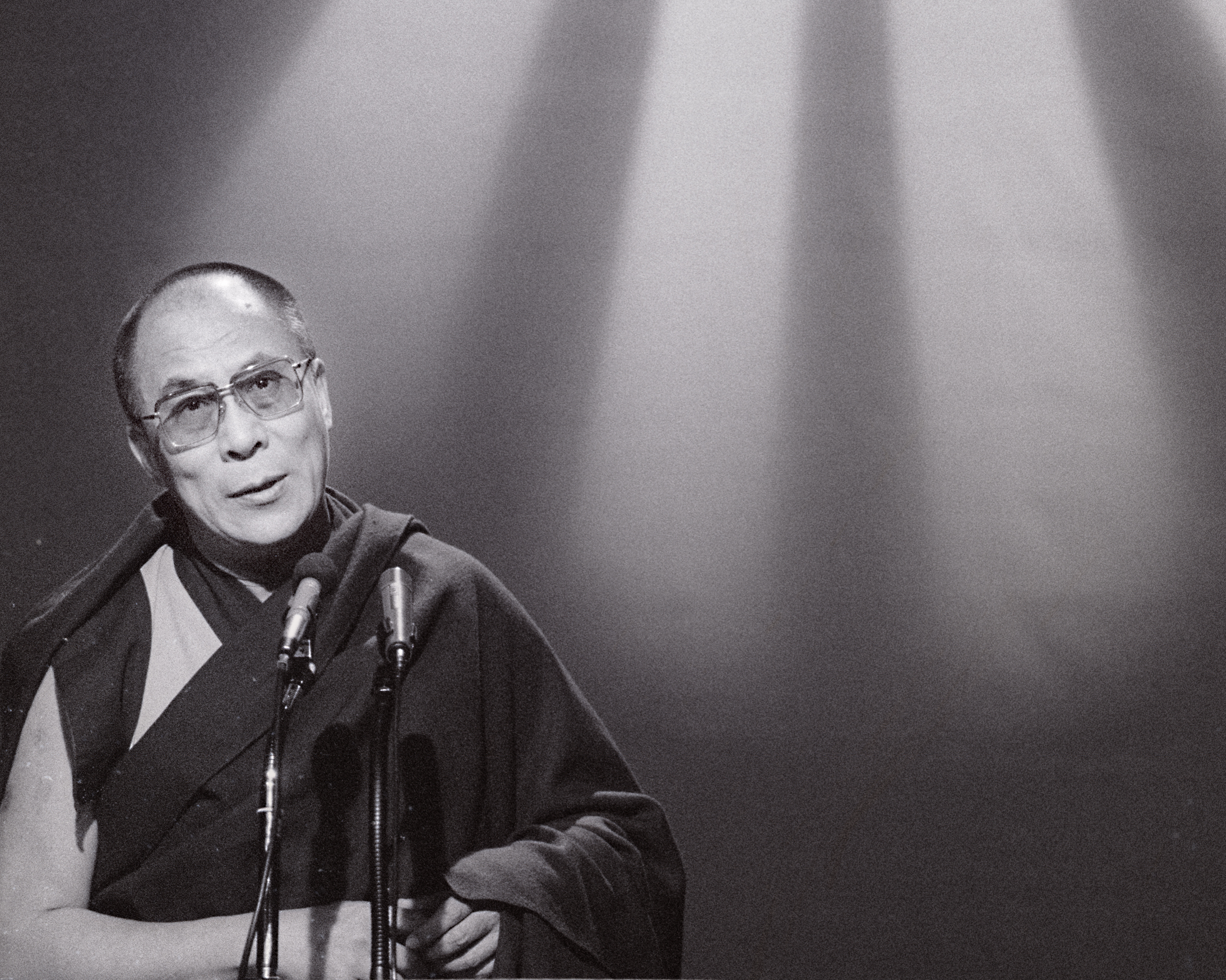
Tenzin Gyatso en 1989.

En 1989, Robert Badinter a participé à l'émission Apostrophes consacrée aux droits de l'homme, en présence de Tenzin Gyatso il parle de la disparition de la culture tibétaine comme d'un « génocide culturel » au Tibet. À cette occasion, il qualifiait d'« exemplaire » la résistance non-violente tibétaine,.
Robert Badinter a par la suite rencontré le dalaï-lama à de nombreuses reprises, notamment en 1998, et en 2008, où il le qualifia de « champion des droits de l'homme »,, en 2009 où il prononça un discours lors d'une conférence au palais omnisports de Paris-Bercy et en 2016, au siège de l' Ordre des avocats de Paris (place Dauphine),,. En 2000, Robert Badinter et son épouse Elisabeth Badinter signent un appel lancé par un groupe français de soutien au Tibet demandant qu'une délégation du Comité des droits de l'enfant de l'ONU rende visite à un enfant tibétain en résidence surveillée depuis 1995 en Chine, Gedhun Choekyi Nyima, reconnu comme 11e panchen-lama par le dalaï-lama, ainsi qu'à sa famille, portés disparus depuis 1995.
Robert Badinter a été membre et vice-président dans les années 2010 du Groupe d'information internationale sur le Tibet du Sénat. Dans une lettre de condoléances écrite le 11 février 2024 à Élisabeth Badinter, le dalaï-lama déclare : « Je voudrais que vous sachiez combien je l'admirais pour avoir été à l'origine de l'abolition de la peine de mort en France en 1981 alors qu'il était ministre de la Justice, ainsi que pour la façon dont il a consacré sa vie au service des autres ».

### Entrée de la Turquie au sein de l'UE
Il est opposé à l'entrée de la Turquie au sein de l'Union européenne. Il estime que la situation géographique de la Turquie n'est pas une bonne chose pour l'UE et que son intégration n'a jamais été un de ses buts : « En vertu de quoi l'Europe devrait-elle avoir des frontières communes avec la Géorgie, l'Arménie, la Syrie, l'Iran, l'Irak, l'ancien Caucase, c'est-à-dire la région la plus périlleuse en ce moment ? Rien dans le projet des pères fondateurs ne prévoyait cette extension, je n'ose pas dire cette expansion. ».

### Maurice Papon
En janvier 2001, un débat a opposé Serge Klarsfeld et Robert Badinter à propos de la libération de Maurice Papon, condamné en 1998 à dix ans de réclusion criminelle pour complicité de crimes contre l’humanité, et dont les avocats réclamaient la mise en liberté pour raison médicale. Tandis que Serge Klarsfeld invoquait « l'exemplarité de l'accomplissement de la peine », Robert Badinter déclarait : « il y a un moment où l'humanité doit prévaloir sur le crime ».
Le rapport médical décrivant Maurice Papon comme « impotent et grabataire » parut à beaucoup démenti quand il quitta, à pied, la prison de la Santé en septembre 2002. La libération de Maurice Papon avait été rendue possible par la loi Kouchner du 4 mars 2002, qui prévoit que les prisonniers peuvent être libérés si leur état de santé est durablement incompatible avec le maintien en détention. Maurice Papon fut le deuxième détenu en France à en bénéficier. Après trois ans de prison, il passera les cinq dernières années de sa vie dans son pavillon de Gretz-Armainvilliers.

### Euthanasie
En septembre 2008, Robert Badinter montre son scepticisme quant à la dépénalisation de l'euthanasie devant la mission parlementaire sur la fin de vie. Il juge la loi du 22 avril 2005 sur la fin de vie comme satisfaisante et déclare que « le droit à la vie est le premier des droits de l'homme […] constituant l'un des fondements contemporains de l'abolition de la peine de mort ».

### Rétention de sûreté
Il prend position contre la rétention de sûreté, qui vise à permettre dans certains cas l'internement de criminels à leur sortie de prison en raison de leur dangerosité constatée par des psychiatres ou/et des magistrats et non pour les actes qu'ils ont commis.
Lors du vote de la loi au Sénat, il souligne qu'il « eût mieux valu commencer par le projet de loi pénitentiaire, que nous attendons avec impatience. Si nous étions dans une démocratie tranquille – la nôtre est souvent agitée –, nous n'aurions pas procédé comme nous l'avons fait, après l'affaire Francis Évrard ». Il note, après l'avoir demandé à divers chroniqueurs judiciaires, que le cas de l'affaire Évrard serait unique en trente ans. Il fait également mention des nombreuses critiques que soulève ce projet de loi, y compris de la part des personnes qui vont l'appliquer.
Le 23 février 2008, il est un des premiers à s'exprimer vigoureusement dans les médias pour dénoncer la décision prise la veille par le président de la République, Nicolas Sarkozy, de consulter le premier président de la Cour de cassation après la censure partielle par le Conseil constitutionnel des dispositions relatives à l'application de la rétention de sûreté à des criminels déjà condamnés. Il déclare à ce sujet qu'« il est singulier de demander au plus haut magistrat de France les moyens de contourner une décision du Conseil constitutionnel, dont le respect s'impose à toutes les autorités de la République, selon la Constitution elle-même ».

### Affaire Dominique Strauss-Kahn
Aux débuts de l'affaire Dominique Strauss-Kahn de 2011 qui voit le directeur général du Fonds monétaire international accusé de tentative de viol et interpellé par la police de New-York, Robert Badinter réagit en se disant sur France Inter indigné par la « mise à mort médiatique » et dénonce la « défaillance d'un système entier ». En 2012, il prend à nouveau la défense de l'ex-directeur du FMI sur RTL en relevant que quand l'ancien ministre socialiste est poursuivi, « à chaque fois, la justice abandonne ».

### Violences faites aux femmes
Dans ce contexte mais plus globalement « dans le domaine particulier des agressions sexuelles », Robert Badinter déclare en 2011 : « on assiste à un phénomène qui est, à mon sens, inquiétant pour la justice, qui est la sacralisation de la parole de la victime ».

### Laïcité
Durant la polémique sur le port de signes religieux ostentatoires par des parents accompagnant les sorties scolaires, Robert Badinter déclare que cela n’est « pas illégal mais pas bienvenu ». Il affirme encore la laïcité comme une « grande barrière contre le poison du fanatisme ».
Selon Renaud Dély, avec son épouse Élisabeth Badinter, l'ancien garde des sceaux estime que La France insoumise de Jean-Luc Mélenchon a trahi la laïcité française en faisant des compromis avec le communautarisme et l'islamisme.

## Synthèse des résultats électoraux

### Élections législatives
| Année | Parti | Parti      | Circonscription | 1er tour | 1er tour | 1er tour | 2d tour | 2d tour | 2d tour | Issue   |
| Année | Parti | Parti      | Circonscription | Voix     | %        | Rang     | Voix    | %       | Rang    | Issue   |
| ----- | ----- | ---------- | --------------- | -------- | -------- | -------- | ------- | ------- | ------- | ------- |
| 1967  |       | CIR (FGDS) | 1re de Paris    | 6 427    | 16,36    | 4e       | Retrait | Retrait | Retrait | Éliminé |

### Élections sénatoriales
Les résultats ci-dessous concernent uniquement les élections où il est tête de liste.
| Année | Liste | Liste  | Département    | Voix  | %     | Rang  | Sièges |
| ----- | ----- | ------ | -------------- | ----- | ----- | ----- | ------ |
| 1995  |       | PS-RAD | Hauts-de-Seine | 311   | 16,29 | 3e    | 1 / 7  |
| 2004  | PS-LV | 310    | Hauts-de-Seine | 15,77 | 2e    | 1 / 7 |        |

## Distinctions
Robert Badinter a refusé toute distinction honorifique de l'ordre national de la Légion d'honneur (tout comme son épouse) et de l'ordre national du Mérite.
Il reçoit néanmoins des décorations étrangères :
- l'ordre de Tomáš Garrigue Masaryk (République tchèque) en 2001[117] ;
- l'ordre du 8 septembre (Macédoine du Nord) en 2006[118].

Robert Badinter a été nommé docteur honoris causa de nombreuses universités et hautes écoles :
- 2003 : université de Zagreb[119] ;
- 2009 : université de Neuchâtel ;
- 2010 : université d'État de Moldavie[120] ;
- 2011 : université Galatasaray ;
- 2013 : université libre de Bruxelles.

En 2006, il est nommé professeur honoris causa par HEC Paris[pertinence contestée]. En 2016, il est nommé président d'honneur de l'association Ensemble contre la peine de mort (ECPM) et président d'honneur de la Société des amis de Victor Hugo.

## Publications

### Ouvrages
- 1952 : Les Conflits de lois en matière de responsabilité civile dans le droit des États-Unis, thèse de droit, Paris.
- 1973 : L'Exécution, éd. Grasset. Récit du procès de Claude Buffet et Roger Bontems.
- 1988 : Condorcet, un intellectuel en politique, Fayard, avec Élisabeth Badinter.
- 1989 : Direction et introduction de Une autre justice, 1789-1799, Fayard[123].
- 1989 : Libres et égaux : L'émancipation des Juifs (1789-1791), Fayard.
- 1991 : « Présence de Beccaria », préface à Des délits et des peines de Cesare Beccaria, Garnier-Flammarion.
- 1992 : La Prison républicaine (1871-1914), Fayard.
- 1995 : C.3.3 (théâtre) et Oscar Wilde ou l'Injustice, Actes Sud  (ISBN 978-2-7427-0392-0).
- 1997 : Un antisémitisme ordinaire, Fayard[87].
- 2000 : L'Abolition, Fayard. Récit sur son combat pour l'abolition de la peine de mort en France.
- 2002 : Une constitution européenne, Fayard. Alors qu'il n'est que suppléant de la Convention sur l'avenir de l'Europe, il rédige un projet de Constitution pour l'Union Européenne[124].
- 2003 : Le Rôle du juge dans la société moderne, Fayard (publications de la Sorbonne).
- 2004 : Le Plus Grand Bien, Fayard. À l'occasion du bicentenaire du Code civil.
- 2006 : Contre la peine de mort, Fayard.
- 2011 : Les Épines et les Roses, Fayard.
- 2015 : Le Travail et la Loi, Fayard, avec Antoine Lyon-Caen.
- 2018 : Idiss, Fayard. Récit sur sa grand-mère[125]. Adapté en bande-dessinée par Richard Malka et Fred Bernard.
- 2021 : Théâtre I (comprenant Cellule 107, Les Briques rouges de Varsovie et C.3.3), Fayard  (ISBN 978-2-2137-1836-1).
- 2023 : Affaire classée (Théâtre II), Fayard  (ISBN 978-2-2137-2199-6)
- 2023 : Vladimir Poutine : L'Accusation, Fayard, avec Bruno Cotte et Alain Pellet  (ISBN 978-2-2137-2612-0). Les auteurs plaident pour la création d'un tribunal international à l'occasion de la guerre Russie-Ukraine[126].
- 2024 : La Démocratie illibérale, Fayard  (ISBN 978-2-2137-2559-8)[réf. nécessaire]

En 1995, Robert Badinter publie une pièce de théâtre intitulée C.3.3. autour du procès consécutif au scandale Queensberry ayant amené à une condamnation d'Oscar Wilde. Sa première représentation a lieu au Théâtre national de la Colline à Paris, dans une mise en scène de Jorge Lavelli. En 2023, il écrit une dernière pièce basée sur le procès de Jésus.
Au début des années 2010, il écrit le livret d'opéra Claude, d'après la nouvelle Claude Gueux de Victor Hugo, sur une mise en musique de Thierry Escaich. L'œuvre est créé à l'opéra de Lyon, le 27 mars 2013.
En 2019, il reçoit le grand prix de la Société des gens de lettres (SGDL) de la non-fiction pour Idiss, biographie de sa grand-mère.
En 2022, Bernard Murat met en scène au théâtre Antoine Cellule 107 de Robert Badinter avec Denis Podalydès (Pierre Laval) et Benjamin Lavernhe (René Bousquet)

### Préfaces
- (en) Renaud Colson, Stewart Field, The Transformation of Criminal Justice: Comparing France with England and Wales [« Les transformations de la justice pénale : Une comparaison franco-anglaise »], L’Harmattan, 2011  (ISBN 978-2-296-56154-0)
- Raoul-Marc Jennar, Khieu Samphan et les Khmers rouges, Réponse à Maître Vergès, éditions Demopolis, 2012
- Tsering Woeser, Immolations au Tibet - La Honte du monde, illustration Ai Weiwei, éditions Indigènes, 2013
- Olivier Peyroux, Délinquants et Victimes : La traite des enfants d'Europe de l'Est en France, éditions Non Lieu, 2013,  (ISBN 978-2-35270-170-5)
- Stéphane Jacquot et Dominique Raimbourg, Prison le choix de la Raison, éditions Economica, 2015,  (ISBN 2-7178-6834-8)
- Sylvie Goulard, Le Grand Turc et la République de Venise, éditions Fayard, 2005  (ISBN 2-213-62824-6), prix Livre pour l'Europe 2005.
- Simone Veil, Mes combats : Les discours d'une vie, Paris, Bayard éditions, 2016, 280 p. (ISBN 978-2-227-48937-0)

## Hommages

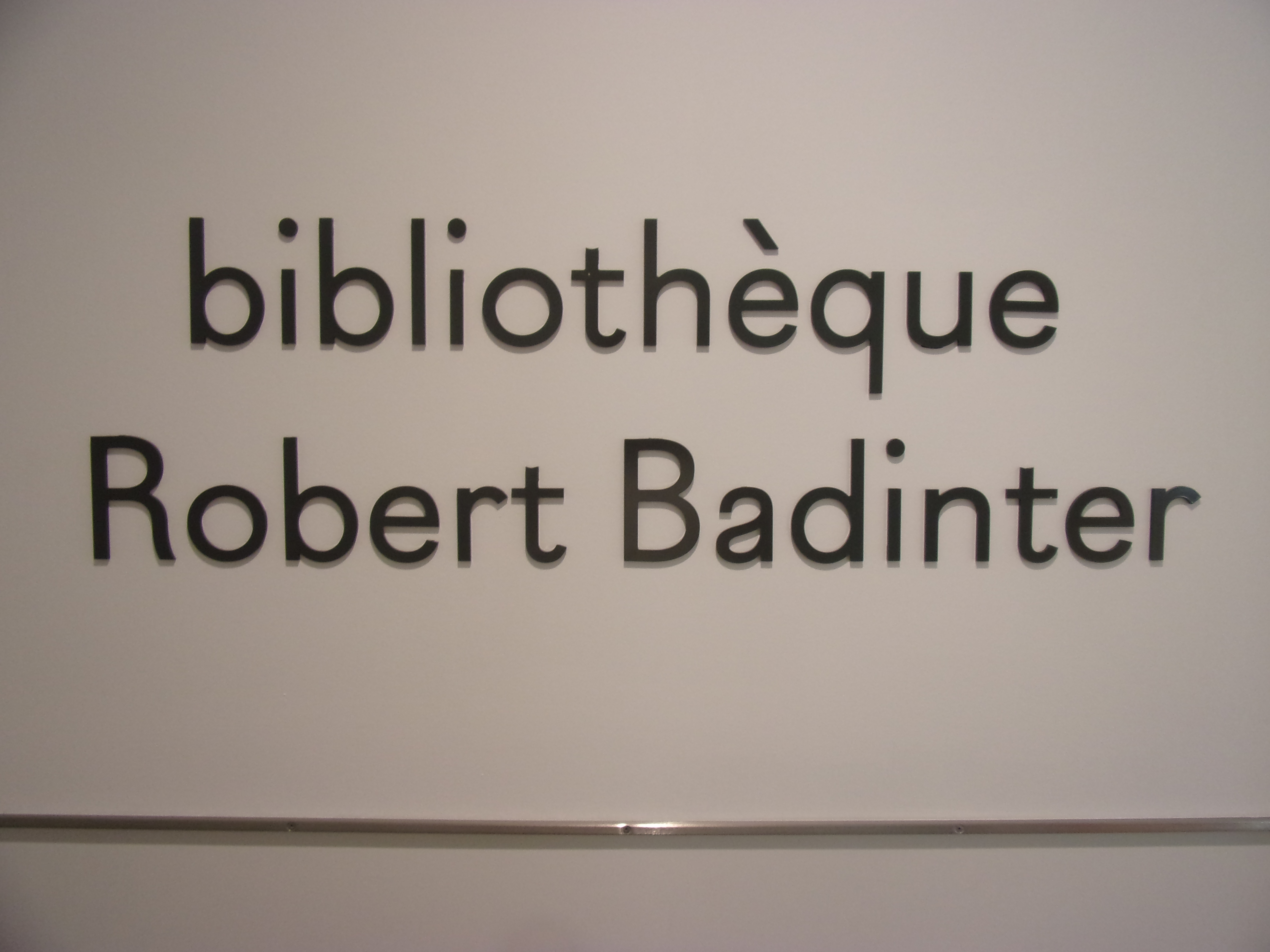
Bibliothèque Robert-Badinter, au 30e étage du tribunal judiciaire de Paris.

- Bibliothèque Robert-Badinter, au 30e étage du tribunal judiciaire de Paris.La trentième promotion de l'Institut régional d'administration de Lille (2000) porte le nom de Robert Badinter.
- L'esplanade Robert-Badinter, à Périgueux (ex-esplanade du Théâtre), est le premier espace public et ouvert à porter son nom ; elle est inaugurée le 25 septembre 2009, en sa présence. En 2023, quatre rues et une avenue portent son nom dans d'autres villes françaises[131].
- En 2011, le groupe pop rock français DaYTona reprend des extraits du discours abolitionniste prononcé en 1981 à l'Assemblée nationale par Robert Badinter, sur son titre 17 septembre[132] ; ce dernier devient un clip coproduit par l'association Ensemble contre la peine de mort, à l'occasion du 30e anniversaire de l’abolition de la peine capitale en France[133].
- Plusieurs établissements scolaires en France, de son vivant, sont nommés en son honneur, soit seul, soit associé à son épouse : Cité scolaire Robert-Badinter et lycée international Robert-Badinter à Blois, collège Élisabeth-et-Robert-Badinter à La Couronne (en 2013), écoles Robert-Badinter à Dax, Saint-Jean-de-Boiseau et Saint-Martin-le-Vinoux et écoles Élisabeth-et-Robert-Badinter à Laval, Tomblaine et Ballon-Saint Mars.
- Depuis le 13 février 2025, le parvis du Tribunal de Paris situé dans le 17e arrondissement, porte son nom.